# Novo Oriente de Minas
Novo Oriente de Minas este un oraș în Minas Gerais (MG), Brazilia.